# Ponte San Michele
Der Ponte San Michele (auch ponte di Paderno, ponte di Calusco oder ponte Rothlisberger genannt) ist eine kombinierte Straßen- und Eisenbahnbrücke über der Schlucht des Adda in der italienischen Region Lombardei zwischen den Orten Paderno in der Provinz Lecco und Calusco in der Provinz Bergamo. Sie wird gelegentlich auch nach ihrem Planer, dem Schweizer Ingenieur Jules Röthlisberger genannt.

## Geschichte
Die Brücke wurde in den Jahren 1887 bis 1889 für die Bahnstrecke Seregno–Ponte San Pietro gebaut, mit der das bereits existierende Teilstück von Bergamo nach Ponte San Pietro bis nach Seregno verlängert wurde, was den Anschluss an die Gotthardbahn ermöglichte. Gebaut wurde die Brücke von der Società Nazionale Officine di Savigliano, deren Chefingenieur Jules Röthlisberger war. Anfang der 1980er Jahre wurde sie grundlegend saniert. 
Seit 14. September 2018 war die Brücke für Straßen- und Bahnverkehr geschlossen, um Sanierungsarbeiten zu ermöglichen. Nach zwei Jahren wurde die Brücke wiedereröffnet. Die Unterhaltsarbeiten ermöglichen die Weiternutzung der Brücke bis spätestens 2040. Im Jahre 2020 wurde bekannt, dass die Brücke durch zwei neue Bauwerke ersetzt werden soll – eine Eisenbahn- und eine separate Straßenbrücke. Die neue Eisenbahnbrücke soll unmittelbar südlich der bestehenden errichtet werden, sodass die Bahnstrecke auf dem Abschnitt Paderno–Calusco nicht neu trassiert werden muss. Die Straßenbrücke soll an einem anderen Ort neu erstellt werden. Die Wahl wird aber stark eingeschränkt, da sich das Bauwerk im Schutzgebiet Parco Adda nord befindet. Außerdem befürchten die anliegenden Orte eine Zunahme des Verkehrs, wenn eine neue zweispurige Brücke mit höherer Tragkraft erstellt wird.

## Beschreibung
Die insgesamt 275 m lange, und schmiedeeiserne, doppelstöckige Bogenbrücke ähnelt in ihrem Aussehen der Kirchenfeldbrücke in Bern, die ebenfalls nach Plänen von Röthlisberger gebaut und 1883 fertiggestellt wurde. Vorbild für beide Brücken war der von Gustave Eiffel und Théophile Seyrig geplante und 1877 eröffnete Ponte Maria Pia in Porto.
Der Ponte San Michele überquert die Schlucht des Adda in einer Höhe von 85 m und ist damit die höchste eiserne Eisenbahnbrücke Italiens. Sie hat einen großen, parabelförmigen Bogen aus zwei Fachwerkträgern, die durch Querverbände und diagonale Streben versteift sind. Anders als beim Ponte Maria Pia ist der Bogen nicht gelenkig gelagert, sondern eingespannt. Der Bogen hat eine Spannweite von 150 m und eine Pfeilhöhe von 37,5 m. Auf der einen Seite des Bogens stehen drei, auf der anderen Seite zwei Fachwerkspfostenpaare, die die Fachwerkkonstruktion des Brückenträgers stützen. Die eingleisige Eisenbahn fährt im Inneren des Brückenträgers.
Oben auf dem 5 m breiten Brückenträger ist die Straße mit einer Fahrspur und beidseits einem schmalen Gehweg angeordnet. Fahrzeuge dürfen nicht breiter als 2,20 m und nicht schwerer als 3,5 t sein. Die Geschwindigkeit ist auf 20 km/h beschränkt. Ampeln geben den Verkehr abwechselnd in die eine oder die andere Richtung frei.

## UNESCO-Welterbe
Zusammen mit dem Viaduc de Garabit und dem Viaduc du Viaur (beide in Frankreich), der Ponte Maria Pia und der Ponte Dom Luís I (beide in Portugal) sowie der Müngstener Brücke in Deutschland bewerben sich die sechs Bauwerke unter dem Titel „Europäische Bogenbrücken des späten 19. Jahrhunderts“ als transnationales UNESCO-Welterbe.
Im Juli 2024 wurde entschieden, diese Kandidatur zurückzuziehen, da die UNESCO-Auszeichnung inkompatibel ist mit der Entscheidung, Ponte San Michele durch Neubauten zu ersetzen.